# ایستگاه راه‌آهن خیابان گیلمور پیزلی
ایستگاه راه‌آهن خیابان گیلمور پیزلی (گیلی اسکاتلندی: Sràid GhilleMhoire Phàislig) یک ایستگاه راه‌آهن در پیزلی، اسکاتلند است.
این ایستگاه که در سال ۱۸۴۰ تأسیس شده جزئی از خط اینورکلاید و خط ساحل ایرشایر است.